# Bisdom Badiae

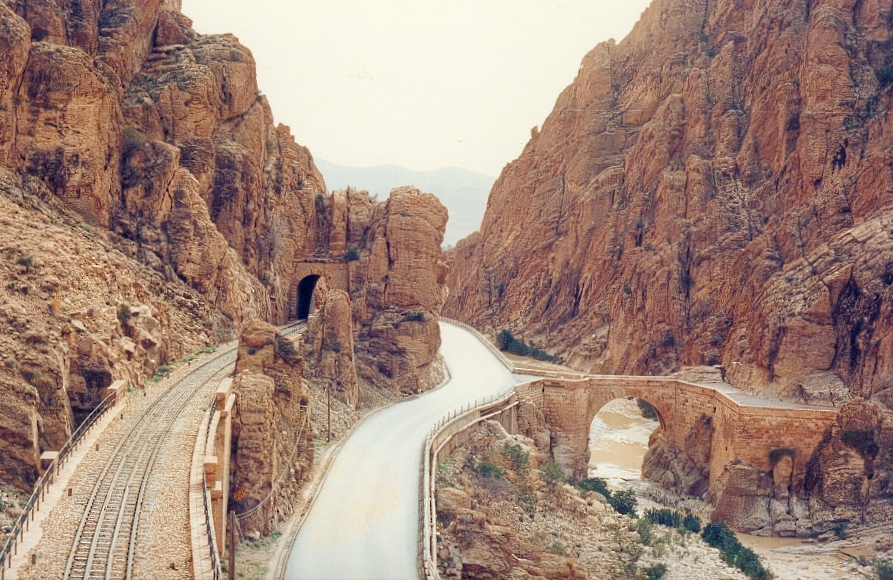
Aures-gebergte met Romeinse brug (rechts). Ten zuiden begon de Sahara en lag Badiae.

Het bisdom Badiae (Latijn: Diocesis Badiensis), ook wel Badias of Badis genoemd (3e eeuw – 9e eeuw), was een bisdom in de provincie Numidië van het West-Romeinse Rijk, en, nadien, in het Vandalenrijk en het Kalifaat van de Rashidun. De stad draagt heden de naam Bades. Zij ligt in de Sahara in Algerije.

## Historiek
In het zuiden van de Romeinse provincie Numidië bevond zich het fort Badiae. Badiae lag ten zuiden van het Aures-gebergte, dat verschillende Romeinse verbindingen kende om te doorkruisen. Het woestijnfort Badiae was minder goed geconnecteerd. Het was een plek waar tijdens de 3e eeuw monniken in trokken, als de eerste christenen van deze stad. Zij bleven in verbinding met andere monniken in andere forten in de woestijn. 
De eerste bisschop van Badiae was Dativus. Dativus was een tijdgenoot van bisschop Cyprianus van Carthago. Het was een periode van discussie of de lapsi of afvallige christenen mochten terugkeren tot de christengemeente. De heilige Cyprianus vond alvast van niet. Van Dativus zijn geen geschriften bekend; wel is beschreven dat Romeinen hem verplichtten te werken als arbeider in een mijn. Begin 5e eeuw was de bisschopszetel Badiae stevig in handen van donatisten. Pancratius was toen bisschop van Badiae.
Na de val van het West-Romeinse Rijk kwamen Badiae en de rest van Numidië in handen van de Vandalen. Het blijft gissen wie de bisschop van Badiae was tijdens koning Huneriks klopjacht op de bisschoppen van Numidië. Misschien ging het om bisschop Proficius, die onder een andere naam rondtrok.
Na de val van het Vandalenrijk (7e eeuw) door de islamitische veroveringen bleef het bisdom Badiae bestaan, ten tijde van het kalifaat van de Rashidun. Onder bestuur van kaliefen zetelden de laatste bisschoppen in Badiae, met onderbrekingen, tot in de 8e - 9e eeuw.
In de Algerijnse stad Bades zijn geen ruïnes uit de Romeinse tijd bekend.

## Titulair bisdom
Sinds de 20e eeuw gebruikt de Rooms-katholieke kerk Badiae als een titulair bisdom.